# Яковенко Євген Геннадійович
Євген Геннадійович Яковенко (нар. 6 червня 1965, м. Ош, Киргизстан) — український підприємець, політик. Народний депутат України 9-го скликання від ВО «Батьківщина».

## Життєпис
Закінчив Дніпропетровський гірничий інститут. У 2002 році заочно закінчив Національну академію внутрішніх справ (кваліфікація «Юрист»).
З 1984 по 1986 рік — служба в армії. У 1987 році працював на шахті «Торецька».
З 2001 року обіймає посаду директора ПП ТПК «Алькон».
Кандидат у народні депутати від політичної партії ВО «Батьківщина» на парламентських виборах 2019 року (виборчий округ № 52, міста Дебальцеве, Торецьк, Калінінський район міста Горлівки, частина Бахмутського району). На час виборів: директор ПП ТПК «Алькон», безпартійний. Проживає в селі Новогородське міста Торецьк Донецької області.
Одружений.

## Статки
За 2019 рік задекларував готівки на 56 мільйонів гривень.